# Волковка (Черкасская область)
Волковка (укр. Вовківка) — посёлок в Смелянском районе Черкасской области Украины.
Население по переписи 2001 года составляло 73 человека. Почтовый индекс — 20726. Телефонный код — 4733.

## Местный совет
20726, Черкасская обл., Смелянский р-н, с. Ротмистровка, ул. Ленина, 18